# Isomalto
L'isomalto è un sostituto dello zucchero, un alditolo principalmente usato per le sue caratteristiche fisiche simili a quelle dello zucchero.
Ha un piccolo impatto sui livelli di glucosio nel sangue e non porta alla formazione di carie dentali. Fornisce 2 kcal/g, la metà di quelle dello zucchero. Comunque, come la maggior parte degli alditoli comporta rischi legati a disturbi gastrici tra cui flatulenze e diarrea se consumato in grandi quantità. A causa delle sue proprietà lassative, è sconsigliato il consumo di isomalto in dosi superiori a 50 g al giorno per gli adulti e 25 g per i bambini. L'isomalto è generalmente combinato con sostanze ad alto potere dolcificante, come il sucralosio in maniera tale da ottenere una miscela con approssimativamente la dolcezza dello zucchero.
È una sostanza cristallina, bianca e inodore, contenente all'incirca il 5 % di acqua di cristallizzazione. L'isomalto non ha l'indesiderato "effetto di raffreddamento"  proprio di altri zuccheri alcolici, in particolare lo xilitolo e l'eritritolo. L'isomalto è inusuale in quanto è uno zucchero alcolico prodotto dalle barbabietole.
L'isomalto è prodotto in un processo a due fasi in cui lo zucchero è prima trasformato in isomaltosio, un disaccaride riducente (6-O-α-D-glucopiranosido-D-fruttosio). L'isomaltosio è poi idrogenato usando un convertitore catalitico metallico. Il prodotto finale è una composizione equimolare di 6-O-α-D-glucopiranosio-D-sorbitolo (1,6-GPS) e 1-O-α-D-glucopiranosio-D-mannitolo-diidrato (1,1-GPM-diidrato).
L'isomalto è stato approvato per l'uso dagli USA dal 1990, è stato approvato anche in Australia, Italia, Nuova Zelanda e Paesi Bassi (nota: la lista dei paesi non è completa).
L'isomalto può essere utilizzato anche per la scultura di zucchero ed alcuni lo preferiscono allo zucchero in quanto cristallizza più lentamente.